# Der Schläfer
Der Schläfer (Originaltitel: Sleeper) ist eine US-amerikanische Science-Fiction-Film-Parodie aus dem Jahr 1973 von und mit Woody Allen.

## Handlung
Miles Monroe, Jazz-Musiker und Besitzer des vegetarischen Restaurants „Zur glücklichen Karotte“ am Broadway der 1970er Jahre, wird nach einer missglückten Magengeschwüroperation in einen künstlichen Tiefschlaf versetzt. 200 Jahre später wird er von einem Wissenschaftlerteam ins Leben zurückgeholt. Die Welt hat sich inzwischen stark verändert. Die Technik hat sich enorm weiterentwickelt, aber gesättigte Fette sind als gesund analysiert worden, Sex hat man nur noch mithilfe von Apparaturen, und ein diktatorischer Führer lenkt die Staatsgeschicke – eine Welt, in der sich Miles Monroe nicht so leicht zurechtfindet. Die Wissenschaftler gehören der Opposition an und wollen Miles für ihre Zwecke instrumentalisieren. Auf einmal taucht die Polizei auf und nimmt die Wissenschaftler gefangen. Miles kann entkommen. Er tarnt sich als Roboterbutler, um unentdeckt zu bleiben. Dabei lernt er Luna kennen und offenbart sich ihr als Mensch. Zunächst verrät sie ihn bei der Polizei. Als die Polizei sie jedoch auch liquidieren will, schlägt sie sich auf Miles’ Seite. Beide fliehen und verlieben sich ineinander. Miles wird verhaftet, einer Gehirnwäsche unterzogen und Teil des Systems. Später wird er dann von Rebellen befreit. Die Rebellen unterziehen ihn einer Traumatherapie. Luna ist mittlerweile auch umgedreht worden und will die Revolution unterstützen. Miles erfüllt schließlich doch noch den Zweck, zu dem ihn die Wissenschaftler erweckt haben: Er verhilft der Revolution zum Sieg. Als Arzt getarnt, erfährt er, dass der Diktator in Wahrheit schon gestorben ist. Nur seine Nase konnte künstlich am Leben erhalten werden. Aus dieser soll ein neuer Diktator geklont werden. Miles verhindert die Klonung des Diktators, indem er die Nase mit einer Dampfwalze plattfährt. Zum Schluss versichern sich Miles und Luna ihrer Liebe und Miles prophezeit, dass die neue Regierung nicht besser werden wird als die alte.
Vorbild für die Sex-Apparaturen ist Wilhelm Reichs „Orgon-Akkumulator“, der die orgiastische Potenz des Benutzers verbessern sollte.

## Hintergrund
Der Schläfer kam am 17. Dezember 1973 in den USA und am 25. April 1974 in der Bundesrepublik Deutschland in die Kinos.
- 1974 gewann der Film den Hugo Award in der Kategorie „Best Dramatic Presentation“.[4]
- Im Hintergrund einer Szene ist ein McDonald’s-Restaurant zu sehen.
- Synchronsprecher Peter Schiff, der einem sprechenden Computer seine Stimme leiht, hatte vorher bereits den Supercomputer HAL 9000 in Stanley Kubricks Filmklassiker 2001: Odyssee im Weltraum gesprochen; im Originalton beider Filme sprach Douglas Rain die Computer.
- Eines der Häuser, das Sleeper House, steht im US-Bundesstaat Colorado, etwa 40 Kilometer von Denver entfernt, auf 2600 Metern Höhe an einem Hang der Gennessee Mountains. Das Haus ist als Deaton Sculptured House im National Register of Historic Places eingetragen.[5]

## Kritik
„Woody Allens satirische Komödie ist zwar im ersten Drittel intelligent, witzig und treffsicher, fällt im zweiten Teil aber ab.“

- Im Jahre 2000 wählten die Leser des Magazins Total Film bei der Wahl zur besten Komödie aller Zeiten auf den 30. Platz.
- Im Jahre 2000 wählte das American Film Institute auf Platz 80 der besten 100 Komödien.

## Synchronisation
| Schauspieler   | Sprecher         | Rolle          |
| -------------- | ---------------- | -------------- |
| Woody Allen    | Wolfgang Draeger | Miles Monroe   |
| Diane Keaton   | Brigitte Grothum | Luna Schlosser |
| Marya Small    | Edith Hancke     | Dr. Nero       |
| (Douglas Rain) | Peter Schiff     | Computer       |